# Adam Rasheed
Pour les articles homonymes, voir Rasheed.
Adam Rasheed (en arabe : آدم رشيد), né le 10 juillet 2006 à Frederiksberg, est un footballeur irakien qui joue au poste de défenseur central au Aalborg BK.

## Biographie

### Carrière en club
Né à Frederiksberg, quartier de Copenhague au Danemark, Adam Rasheed a joué dans plusieurs clubs dans le département de Copenhague, avant de rejoindre le centre de formation du FC Nordsjælland, puis celui de l'Aalborg BK en juillet 2022,.

### Carrière en sélection
En février 2022, Adam Rasheed est convoqué pour la première fois avec l'équipe d'Irak des moins de 20 ans. Il est convoqué avec l'les moins de 20 ans pour participer à la Coupe d'Asie des moins de 20 ans qui a lieu en mars 2023,.
L'Irak atteint la finale de la compétition après sa victoire aux tirs au but face au Japon. Ils s'inclinent néanmoins lors de l'ultime match contre l'Ouzbékistan d'Umarali Rakhmonaliev et Abbosbek Fayzullaev, hôtes de la compétition,,.

## Palmarès
Irak -20 ans
- Coupe d'Asie
  - Finaliste en 2023